# 템트
템트(본명: 강명구, 1998년 5월 13일 ~ )는 대한민국의 리그 오브 레전드 프로게이머로 아이디는 Tempt이다. 포지션은 미드라이너이다.

## 선수 생활
2016년 1월 18일, ESC 에버에서 프로 커리어를 시작했다. 템트는 팀의 주전 미드로 활약하면서 팀의 승격에 기여했다.
2017 스프링 시즌에서도 좋은 모습을 보여주었다. 2017년 1월 18일에 치러진 MVP와의 경기에서 펜타킬을 기록했다. 하지만 서머 시즌에서는 좋지 않은 모습을 보여주었다.
2018 스프링 시즌에서는 다시 폼을 회복해 좋은 모습을 보여주었다. 하지만 서머 시즌에서는 폼이 추락하는 모습을 보여주었다.
2019시즌을 앞두고 한화생명 e스포츠에 입단했다. 스프링 시즌에서는 좋은 모습을 보여주었다. 하지만 서머 시즌에서는 부진에 빠지면서 라바에게 주전 자리를 내주었다.
2020시즌을 앞두고 잔류했다. 하지만 스프링 시즌에서도 부진한 모습을 이어나갔다. 2020년 5월, 팀을 퇴단했다.
2021년 7월, 멕시코 지역리그의 팀 Aze에 입단했다.

## 소속팀
| # | 팀명             | 소속 기간             | 소속 리그 | 비고 |
| - | ---------------- | --------------------- | --------- | ---- |
| 1 | ESC 에버         | 2016.01.18~2018.11.12 | CK LCK    |      |
| 2 | 한화생명 e스포츠 | 2018.11.13~2020.05.08 | LCK       |      |
| 3 | 팀 Aze           | 2021.07.06~           |           |      |

## 수상 내역
- 리그 오브 레전드 챌린저스 코리아 스프링 2016 우승